# São João do Souto

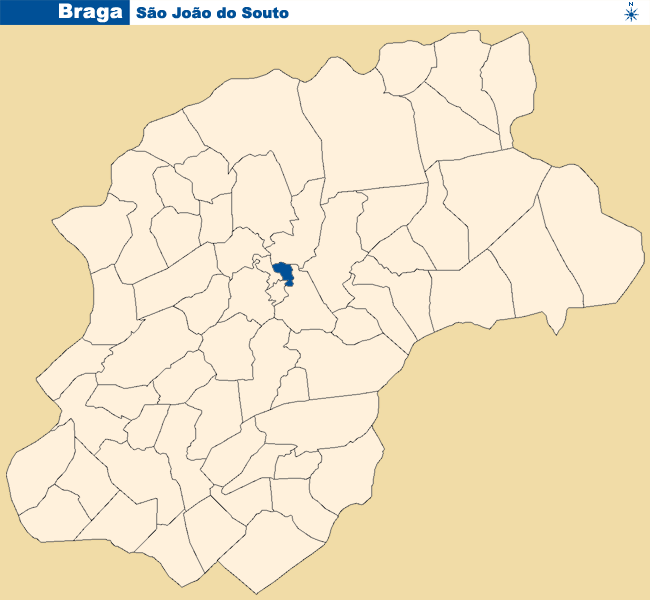

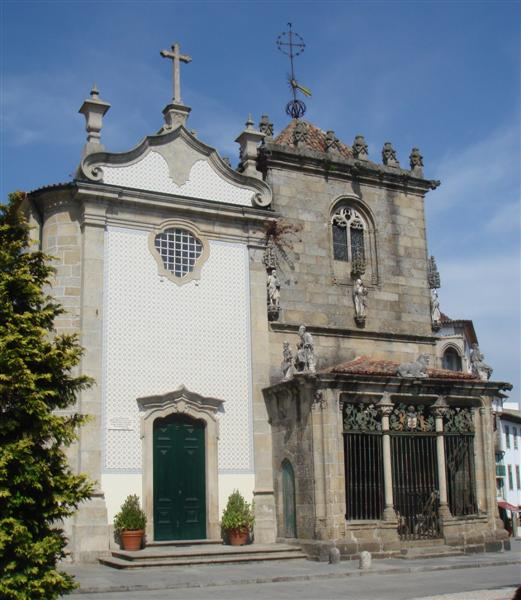
Igreja S. Joao Souto e Capela dos Coimbras

A Freguesia de São João do Souto foi uma freguesia portuguesa do município de Braga, com 0,26 km² de área e 725 habitantes (2011). Densidade: 2 788,5 hab/km².
Foi extinta em 2013, no âmbito de uma reforma administrativa nacional, tendo sido agregada à freguesia de São José de São Lázaro, para formar uma nova freguesia denominada União das Freguesias de Braga (São José de São Lázaro e São João do Souto) com a sede em São José de São Lázaro.
Dos 725 habitantes, 481 eram do sexo feminino e 244 do masculino.

## População
| População da freguesia de Braga (São João do Souto) (1864 – 2011) | População da freguesia de Braga (São João do Souto) (1864 – 2011) | População da freguesia de Braga (São João do Souto) (1864 – 2011) | População da freguesia de Braga (São João do Souto) (1864 – 2011) | População da freguesia de Braga (São João do Souto) (1864 – 2011) | População da freguesia de Braga (São João do Souto) (1864 – 2011) | População da freguesia de Braga (São João do Souto) (1864 – 2011) | População da freguesia de Braga (São João do Souto) (1864 – 2011) | População da freguesia de Braga (São João do Souto) (1864 – 2011) | População da freguesia de Braga (São João do Souto) (1864 – 2011) | População da freguesia de Braga (São João do Souto) (1864 – 2011) | População da freguesia de Braga (São João do Souto) (1864 – 2011) | População da freguesia de Braga (São João do Souto) (1864 – 2011) | População da freguesia de Braga (São João do Souto) (1864 – 2011) | População da freguesia de Braga (São João do Souto) (1864 – 2011) |
| ----------------------------------------------------------------- | ----------------------------------------------------------------- | ----------------------------------------------------------------- | ----------------------------------------------------------------- | ----------------------------------------------------------------- | ----------------------------------------------------------------- | ----------------------------------------------------------------- | ----------------------------------------------------------------- | ----------------------------------------------------------------- | ----------------------------------------------------------------- | ----------------------------------------------------------------- | ----------------------------------------------------------------- | ----------------------------------------------------------------- | ----------------------------------------------------------------- | ----------------------------------------------------------------- |
| 1864                                                              | 1878                                                              | 1890                                                              | 1900                                                              | 1911                                                              | 1920                                                              | 1930                                                              | 1940                                                              | 1950                                                              | 1960                                                              | 1970                                                              | 1981                                                              | 1991                                                              | 2001                                                              | 2011                                                              |
| 3 486                                                             | 3 916                                                             | 4 481                                                             | 4 681                                                             | 4 472                                                             | 3 563                                                             | 3 449                                                             | 3 779                                                             | 3 725                                                             | 3 401                                                             | 2 240                                                             | 2 166                                                             | 1 198                                                             | 932                                                               | 725                                                               |

## Património
- Capela de Nossa Senhora da Conceição (Casa dos Coimbras) ou Capela dos Coimbras ou Capela do Senhor Morto
- Castelo de Braga
- Capela e recolhimento da caridade
- Hospital de São Marcos, fachada principal do hospital e da igreja
- Igreja e Convento do Pópulo
- Residências anexas à Casa dos Maciéis Aranhas (2)
- Capela do antigo Convento do Salvador
- Casas das Gelosias ou Casas dos Crivos
- Casa dos Maciéis Aranhas
- Casa dos Paivas ou Casa da Roda
- Igreja de Santa Cruz
- Igreja da Lapa

## Figuras Ilustres
- Carlos Garcia
- José Leon Machado